# Heinz Frei
Heinz Frei (Soleura, 28 de enero de 1958) es un deportista suizo que compitió en atletismo adaptado, ciclismo adaptado en ruta y esquí de fondo adaptado.
Ganó 27 medallas en los Juegos Paralímpicos de Verano entre los años 1984 y 2020, y ocho medallas en los Juegos Paralímpicos de Invierno entre los años 1984 y 1998.

## Palmarés internacional
| Juegos Paralímpicos | Juegos Paralímpicos                              | Juegos Paralímpicos | Juegos Paralímpicos |
| Año                 | Lugar                                            | Medalla             | Prueba              |
| ------------------- | ------------------------------------------------ | ------------------- | ------------------- |
| 1984                | Nueva York (EE. UU.) Stoke Mandeville (R. Unido) | Medalla de oro      | 1500 m 2            |
| 1984                | Nueva York (EE. UU.) Stoke Mandeville (R. Unido) | Medalla de oro      | 5000 m 2            |
| 1984                | Nueva York (EE. UU.) Stoke Mandeville (R. Unido) | Medalla de oro      | Maratón 2           |
| 1984                | Nueva York (EE. UU.) Stoke Mandeville (R. Unido) | Medalla de plata    | 800 m 2             |
| 1984                | Nueva York (EE. UU.) Stoke Mandeville (R. Unido) | Medalla de bronce   | 400 m 2             |
| 1988                | Seúl (Corea del Sur)                             | Medalla de oro      | 1500 m 2            |
| 1988                | Seúl (Corea del Sur)                             | Medalla de oro      | 10 000 m 2          |
| 1988                | Seúl (Corea del Sur)                             | Medalla de plata    | 800 m 2             |
| 1988                | Seúl (Corea del Sur)                             | Medalla de plata    | 5000 m 2            |
| 1992                | Barcelona (España)                               | Medalla de oro      | 800 m TW3           |
| 1992                | Barcelona (España)                               | Medalla de oro      | 5000 m TW3-4        |
| 1992                | Barcelona (España)                               | Medalla de oro      | Maratón TW3-4       |
| 1992                | Barcelona (España)                               | Medalla de plata    | 10 000 m TW3-4      |
| 1992                | Barcelona (España)                               | Medalla de bronce   | 4 × 100 m TW3-4     |
| 1996                | Atlanta (EE. UU.)                                | Medalla de oro      | 1500 m T52-53       |
| 1996                | Atlanta (EE. UU.)                                | Medalla de oro      | 10 000 m T52-53     |
| 1996                | Atlanta (EE. UU.)                                | Medalla de plata    | 800 m T52           |
| 1996                | Atlanta (EE. UU.)                                | Medalla de plata    | 4 × 400 m T52-53    |
| 1996                | Atlanta (EE. UU.)                                | Medalla de bronce   | Maratón T52-53      |
| 2000                | Sídney (Australia)                               | Medalla de oro      | 800 m T53           |
| 2000                | Sídney (Australia)                               | Medalla de bronce   | 10 000 m T54        |
| 2000                | Sídney (Australia)                               | Medalla de bronce   | Maratón T54         |

| Juegos Paralímpicos | Juegos Paralímpicos   | Juegos Paralímpicos | Juegos Paralímpicos         |
| Año                 | Lugar                 | Medalla             | Prueba                      |
| ------------------- | --------------------- | ------------------- | --------------------------- |
| 2008                | Pekín (China)         | Medalla de oro      | Ruta HC B                   |
| 2008                | Pekín (China)         | Medalla de oro      | Contrarreloj HC B           |
| 2012                | Londres (Reino Unido) | Medalla de oro      | Contrarreloj H2             |
| 2012                | Londres (Reino Unido) | Medalla de bronce   | Ruta por equipos H1-4 mixto |
| 2020                | Tokio (Japón)         | Medalla de plata    | Ruta H3                     |

| Juegos Paralímpicos | Juegos Paralímpicos   | Juegos Paralímpicos | Juegos Paralímpicos           |
| Año                 | Lugar                 | Medalla             | Prueba                        |
| ------------------- | --------------------- | ------------------- | ----------------------------- |
| 1984                | Innsbruck (Austria)   | Medalla de bronce   | 10 km distancia media grado I |
| 1984                | Innsbruck (Austria)   | Medalla de bronce   | 3 × 2,5 km grado I-II         |
| 1988                | Innsbruck (Austria)   | Medalla de oro      | 5 km distancia corta grado I  |
| 1988                | Innsbruck (Austria)   | Medalla de plata    | 3 × 2,5 km grado I-II         |
| 1988                | Innsbruck (Austria)   | Medalla de bronce   | 10 km distancia larga grado I |
| 1992                | Albertville (Francia) | Medalla de bronce   | 3 × 2,5 km LW10-11            |
| 1998                | Nagano (Japón)        | Medalla de bronce   | 10 km silla de esquí LW10     |
| 1998                | Nagano (Japón)        | Medalla de bronce   | 15 km silla de esquí LW10-12  |